# Episodi di Non smettere di sognare
La prima stagione della serie televisiva Non smettere di sognare viene trasmessa in Italia dal 16 marzo 2011, su Canale 5.
| nº | Titolo             | Prima TV Italia | Telespettatori | Share  |
| -- | ------------------ | --------------- | -------------- | ------ |
| 1  | Il sogno si avvera | 16 marzo 2011   | 4 490 000      | 16,60% |
| 2  | Si va in scena     | 23 marzo 2011   | 4 635 000      | 17,66% |
| 3  | Primi problemi     | 30 marzo 2011   | 4 503 000      | 17,46% |
| 4  | Una dura lotta     | 6 aprile 2011   | 4 225 000      | 16,49% |
| 5  | Simone in carcere  | 13 aprile 2011  | 4 294 000      | 16,26% |
| 6  | Ritorni            | 20 aprile 2011  | 4 111 000      | 15,79% |
| 7  | In principio       | 27 aprile 2011  | 3 728 000      | 13,30% |
| 8  | Ultimo atto        | 4 maggio 2011   | 4 514 000      | 17,47% |

## Il sogno si avvera
- Diretto da:
- Scritto da:

### Trama
Giorgia, che ha il sogno di ballare, fallisce un'audizione per il teatro Verdi. Nel frattempo, però, inizia una storia con il produttore di Non smettere di sognare, Lorenzo, che sta divorziando da Stella. Dopo che la più piccola delle ballerine, Patti, lascia la trasmissione, Lorenzo fa un provino a Giorgia, che, poco prima, aveva deciso di lasciare per sempre la danza.
- Ascolti Italia: telespettatori 4 490 000 - share 16,60%[1]

## Si va in scena
- Diretto da:
- Scritto da:

### Trama
Miranda e Lorenzo, dopo aver visto Giorgia ballare, desiderano far entrare la ragazza nel talent, al posto di Valeria. Intanto, la relazione fra Lorenzo e Giorgia va a gonfie vele, e nasce un'amicizia profonda tra Giorgia e Luca, il suo coreografo.
Intanto, anche gli altri concorrenti cominciano a entrare nel pieno della storia: tra le cantanti degli Happy Hour, Gin e Zoe, c'è una forte rivalità, causata dall'atteggiamento da diva di Zoe.
Timer, dopo alcuni malori, va in ospedale, accompagnato da Simone, e scopre di avere una malattia grave al cuore, e di dover quindi smettere immediatamente di ballare. Il ragazzo, però, non vuole rinunciare al suo sogno di ballare e vincere il talent, e, spaventato, non dice nulla della sua malattia, facendo finta di niente.
Lorenzo riceve una terribile notizia: sua moglie, Stella, ha avuto un grave incidente una sera, e rischia di rimanere paralizzata. Lorenzo non sa se andare dalla moglie, o rimanere con Giorgia, che ama molto.
Sentendosi in obbligo di aiutarla, Lorenzo decide di partire per Boston, per sostenere Stella.
Giorgia rimane sconvolta e delusa dalla decisione di Lorenzo, a tal punto che vuole uscire dal talent; però, grazie alle parole di Luca, capisce che deve andare avanti, anche senza Lorenzo, per realizzare il suo sogno.
La protagonista deve sfidarsi con la perfida Valeria, che è riuscita a entrare nel talent, ma durante la sua esibizione ripensa ai bei momenti avuti con Lorenzo e sviene.
- Ascolti Italia: telespettatori 4 635 000 - share 17,66%[2]

## Primi problemi
- Diretto da:
- Scritto da:

### Trama
- Ascolti Italia: telespettatori 4 503 000 - share 17,46%[3]

## Una dura lotta
- Diretto da:
- Scritto da:

### Trama
- Ascolti Italia: telespettatori 4 225 000 - share 16,49%[3]

## Simone in carcere
- Diretto da:
- Scritto da:

### Trama
Proseguono le prove per il talent. Giorgia, grazie a Jerry Gaiman trova suo padre e scopre che ha un'altra figlia. Lorenzo la supporta molto in questa lotta con il suo passato, mentre Luca cerca di farle cambiare idea. Zoe, a causa di sua madre, litiga con Simone che però la riconquista cantandole la bella canzone di Eros Ramazzotti "Più Bella Cosa". I due dopo aver avuto un incontro ravvicinato purtroppo, sempre a causa della madre di Zoe, Simone viene arrestato e ritorna in prigione. Massi torna in trasmissione chiedendo scusa per il caos che aveva combinato. Purtroppo è messo in sfida con Timer e, essendo stato battuto, lo buttano fuori dalla trasmissione. Lorenzo Molinari è il nuovo direttore del talent anche se è sempre tutto come prima.
- Ascolti Italia: telespettatori 4 294 000 - share 16,26%[4]

## Ritorni
- Diretto da:
- Scritto da:

### Trama
- Ascolti Italia: telespettatori 4 111 000 - share 15,79%[5]

## In principio
- Diretto da:
- Scritto da:

### Trama
- Ascolti Italia: telespettatori 3 728 000 - share 13,30%[6]

## Ultimo atto
- Diretto da:
- Scritto da:

### Trama
- Ascolti Italia: telespettatori 4 514 000 - share 17,47%[7]